# TVR Sagaris

TVR Sagaris je sportski automobil engleskog proizvođača sportskih automobila TVR. Prvi puta je pokazan 2003. godine da bi u proizvodnju krenuo 2004. Zasnovan je na modelu T350. Dizajniran je agresivnije i bio namijenjen mlađim kupcima. Kao i svi TVR-ovi automobili, nema ni ABS sustav niti zračne jastuke, koje je 2001. Europska unija preporučila svim europskim proizvođačima automobila kao serijsku opremu. Proizvodnja je prestala nakon samo dvije godine nakon što je njen vlasnik zatvorio tvornicu i prekinuo proizvodnju svih automobila.
Sagaris koristi TVR-ov redni šesterocilindarski motor s četiri litre obujma i 385 KS te petbrzinski mjenjač. To mu omogućuje ubrzanje do 100 km/h za 3.7 sekundi i maksimalnu brzinu od 310 km/h.

## Vanjska poveznica
- Sagaris na stranici TVR-a